# Polyrhachis eremita
Polyrhachis eremita är en myrart som beskrevs av Kohout 1990. Polyrhachis eremita ingår i släktet Polyrhachis och familjen myror. Inga underarter finns listade i Catalogue of Life.